# Jednostruka veza
Jednostruka veza je hemijska veza između dva hemijska elementa. Nju formiraju dva vezivajuća elektrona. Drugim rečima, jedan par elektrona dele dva atoma.
Jednostruka veza je obično sigma veza. Izuzetak je veza u diboronu, koja je pi veza.
Primeri jednostruke veze su:
- 2
- Alkani